# Qi (regent)
Qi, död efter 324, var en kinesisk drottning i Kina som gift med hövding Tuoba Yituo (d. 321). Hon var regent i kungariket Dai för sin son hövding Tuoba Heru under hans minderårighet mellan 321 och 324.